# Decolonizing Methodologies
Decolonizing Methodologies: Research and Indigenous Peoples (Descolonizando las metodologías) es un libro de Linda Tuhiwai Smith. Publicado originalmente en 1999, Decolonizing Methodologies es un texto fundamental en los estudios indígenas que explora las intersecciones del colonialismo y las metodologías de investigación.

## Resumen
El libro comienza con la línea "La palabra en sí, 'investigación', es probablemente una de las palabras más sucias en el vocabulario del mundo indígena". Smith sostiene que los paradigmas occidentales de investigación están "inextricablemente vinculados al imperialismo y colonialismo europeos".
Smith concluye el libro articulando como cree que se podrían implementar los métodos de investigación de Kaupapa Māori.

## Impacto y recepción
Decolonizing Methodologies ofrece una visión de la investigación maorí kaupapa que ha tenido una enorme influencia. Ranginui Walker describió el libro como "una interpretación dinámica de las relaciones de poder de dominación, lucha y emancipación". Laurie Anne Whitt elogió el libro como una "crítica poderosa de las metodologías de investigación dominantes".
En 2021, la traducción al español del libro Decolonizing Methodologies, publicado por LOM Ediciones, fue llevada por Elisa Loncon a la "biblioteca plurinacional" de la Convención Constitucional de Chile.